# Viva Hinds
Viva Hinds è il quarto album in studio del gruppo musicale spagnolo Hinds, pubblicato il 6 settembre 2024 da Lucky Number.

## Tracce
1. Hi, How Are You – 2:38
2. The Bed, the Room, the Rain and You – 2:28
3. Boom Boom Back (featuring Beck) – 3:25
4. Stranger (featuring Grian Chatten) – 3:27
5. Superstar – 4:03
6. Mala Vista – 3:28
7. On My Own – 2:32
8. Coffee – 2:30
9. En Forma – 3:48
10. Bon Voyage – 3:02

## Formazione
- Carlotta Cosials – voce, chitarra
- Ana García Perrote – voce, chitarra